# Dicranota setulifera
Dicranota setulifera är en tvåvingeart som beskrevs av Alexander 1950. Dicranota setulifera ingår i släktet Dicranota och familjen hårögonharkrankar.
Artens utbredningsområde är Myanmar. Inga underarter finns listade i Catalogue of Life.